# Моффат, Стивен
Стивен Уильям Мо́ффат (англ. Steven William Moffat; род. 18 ноября 1961, Пейсли, Шотландия, Великобритания) — британский телевизионный сценарист и продюсер, известный по работе над сериалом «Доктор Кто» и созданием популярного сериала «Шерлок».
Первой телевизионной работой Моффата была подростковая драма Press Gang, до этого он работал учителем в школе. Давний поклонник британского сериала «Доктор Кто», Моффат написал несколько эпизодов к возрождённому сериалу и стал ведущим сценаристом и исполнительным продюсером шоу в 2009 году, заменив на этом посту Расселла Ти Дейвиса. Он участвовал в написании сценария «Приключения Тинтина: Тайна „Единорога“» для режиссёра Стивена Спилберга. Моффат вместе с Марком Гэтиссом стал создателем современной адаптации рассказов о Шерлоке Холмсе — сериале «Шерлок», который получил высокие оценки критиков. В январе 2016 года было объявлено, что Стивен Моффат уходит с поста шоураннера сериала «Доктор Кто» после выхода 10 сезона в 2017 году. Его место занял создатель детективной драмы «Бродчерч» Крис Чибнелл.
Многие из программ, над которыми он работал, получали премии, включая четыре BAFTA, четыре «Хьюго» и две «Эмми». В 2012 году он был награждён Особой Премией BAFTA, а написанная им для сериала «Доктор Кто» серия «День Доктора» установила мировой рекорд как самое транслируемое телевизионное шоу.
В 2015 году был удостоен звания офицера ордена Британской империи за заслуги в области телевидения.

## Биография
Стивен Моффат родился в Пейсли, Шотландия. Он учился в Университете Глазго и, после получения степени по английскому языку, три с половиной года работал учителем.
Моффат был дважды женат. Первая жена ушла от него, что стало толчком к написанию сериала «Joking Apart». Со второй женой, Сью Верчью, Моффат познакомился на Эдинбургском международном телефестивале 1996 года. На тот момент она работала в компании «Tiger Aspect». Сейчас у пары двое детей: Джошуа и Льюис.

## Карьера
Его отец, Билл Моффат, был директором одной из начальных школ в Джонстоне, Ренфрушир. Когда в конце 1980-х в школе проходили съёмки сериала Highway, Билл упомянул продюсерам об идее сериала о школьной газете. Продюсеры попросили образец сценария, и Билл Моффат договорился, что сценарий напишет его сын. По словам продюсера Сандры Хасти, это был лучший дебютный сценарий из тех, что она читала.
Сериал, снятый по этому сценарию, получил название «Газетчики» и выходил в течение пяти сезонов на канале ITV. Главные роли исполнили Джулия Савалья и Декстер Флетчер. Моффат написал все 43 эпизода. Сериал выиграл премию BAFTA за второй сезон.
Во время работы над вторым сезоном «Газетчиков» Моффат развёлся со своей первой женой и тяжело переживал сложившуюся ситуацию. Продюсер сериала даже звонил его друзьям, чтобы узнать, как он себя чувствует.
В 1990 году Моффат написал два сезона «газетчиков», но немалые расходы на его съёмки и изменения в руководстве ITV поставили продолжение сериала под сомнение. Пока Моффат беспокоился за своё будущее трудоустройство, режиссёр «Газетчиков» Боб Спирс договорился с продюсером Андре Птажинским о создании ситкома. Вдохновлённый своим учительским опытом, Моффат предложил сделать программу о школе, которая в конце концов стала сериалом «Мел», вышедшим в 1997 году.
Во время одной из встреч в Groucho Club Птажинский заметил, как эмоционально Моффат рассказывает о своём разводе и предложил написать сериал на эту тему вместо школьной. После этого у Моффата возникла идея сериала о «сценаристе ситкомов, которого бросила жена». Моффат написал два сезона сериала «Joking Apart», который срежиссировал Боб Спирс. Сериал получил премию фестиваля Золотая роза, а также был номинирован на Эмми.
Рассказывая об автобиографических элементах сериала, Моффат пошутил, что его жена не оставила его ради агента по недвижимости — она и была агентом по недвижимости. Следующий ситком Моффата «Любовь на шестерых» также был основан на фактах из его биографии. Для одного из персонажей этого сериала Моффат сохранил фамилию Тейлор, которую использовал и в сериале «Joking Apart».
В 1997 году Птажинский спродюсировал сериал «Мел», который Моффат написал ещё в начале десятилетия. Работники студии настолько положительно отреагировали на первый сезон, что BBC продлила сериал ещё до того, как он вышел в эфир. Впрочем, критики восприняли сериал с меньшим энтузиазмом. После бракосочетания вторая жена Моффата Сью Верчью попросила его написать комедию, и он решил положить в её основу историю их отношений. «Любовь на шестерых» впервые вышел на BBC в 2000 году. Сериал стал достаточно успешным и продолжался до 2004 года. Всего было снято 28 эпизодов, все за авторством Моффата.

## Джекилл, Тинтин и Шерлок
Моффат написал сценарий для драмы «Джекилл», современной адаптации стивенсоновской «Странной истории доктора Джекила и мистера Хайда», которая вышла на BBC One в июне 2007 года.
В октябре 2007 года стало известно, что Моффат работает над сценарием фильма «Приключения Тинтина: Тайна „Единорога“» для режиссёров Стивена Спилберга и Питера Джексона. Он намеревался написать целую трилогию перед возобновлением работы над «Доктором Кто», но, завершив работу над первой частью трилогии, понял, что не сможет заниматься двумя проектами одновременно, и поэтому выбрал «Доктора Кто» . По его словам, Стивен Спилберг одобрил его решение.
Во время путешествия из Лондона в Кардифф, Моффат и Марк Гэтисс задумали современную адаптацию книг о Шерлоке Холмсе, которую назвали «Шерлок». Бенедикт Камбербэтч был выбран на роль Холмса, а Мартин Фримен — на роль доктора Ватсона. В 2009 году был заказан пилотный эпизод, который не был показан, а в июле и августе 2010 года на телеканалах BBC One и BBC HD прошли три эпизода первого сезона, каждый продолжительностью 90 минут. Моффат написал первую серию «Этюд в розовых тонах», которая вышла 25 июля 2010 года на BBC One и BBC HD. Второй сезон Шерлока вышел в январе 2012 года, для него Моффат написал серию «Скандал в Белгравии», и подтвердил то, что третий сезон сериала тоже будет выпущен. В конце 2013-го и в начале 2014-го создатели сообщили также о том, что планируются 4-й и 5-й сезоны сериала.

## Доктор Кто
Моффат, будучи фанатом Доктора Кто с самого детства, впервые внёс вклад во вселенную сериала рассказом «Continuity Errors», который был опубликован в 1996 году.
В 2004 году Моффат был приглашён написать пару эпизодов для возрождённого сериала. Его вкладом стала двухсерийная история «Пустой ребёнок» / «Доктор танцует». По его собственному признанию, он ждал около сорока лет, чтобы увидеть своё имя в титрах сериала. Позже он написал серию «Девушка в камине» в 2006 году и «Не моргай» в 2007 году, за что был награждён Премией Хьюго за лучшую малую постановку, а оба эпизода были номинированы на премию Небьюла. Также он получил BAFTA Craft Award как лучший сценарист. В журнале Doctor Who Magazine читатели проголосовали за Моффата как за лучшего сценариста Доктора Кто в 2007 году, а за «Не моргай» — как за лучший эпизод. Также он написал в 2007 году специальный выпуск «Раскол во времени».
Он стал автором двухсерийной истории «Тишина в библиотеке»/«Лес мертвецов». По признанию бывшего в то время исполнительным продюсером сериала Расселла Ти Дейвиса, он часто вносил поправки в сценарии других писателей, но не изменил ни единого слова из сценариев, написанных Моффатом. В 2010 году Моффат стал ведущим сценаристом и исполнительным продюсером «Доктора Кто». Как исполнительный продюсер сериала, он был одним из главных людей, которые провели кастинг Мэтта Смита на роль Одиннадцатого Доктора и кастинг Питера Капальди на роль Двенадцатого Доктора.

## Сценарист
| Произведение                             | Эпизоды | Год | Телеканал         |
| ---------------------------------------- | --- | --- | ----------------- |
| Газетчики                                | - 43 эпизода | - 1989—1993 | ITV               |
| Stay Lucky                               | - «The Devil Wept in Leeds» | - 1990 | ITV               |
| Joking Apart                             | - 13 эпизодов | - 1991—1995 | BBC Two           |
| Самое неприятное убийство                | - «Overkill» - «Dying Live» - «Elvis, Jesus and Zack» | - 1994 - 1996 - 1999 | BBC Two           |
| Мел                                      | - 12 эпизодов | - 1997 | BBC One           |
| Доктор Кто и проклятие неизбежной смерти | - Специальный выпуск для Comic Relief | - 1999 | BBC One           |
| Любовь на шестерых                       | - 28 эпизодов | - 2000—2004 | BBC Two BBC Three |
| Доктор Кто                               | - «Пустой ребёнок»/«Доктор танцует» - «Девушка в камине» - «Не моргай» - «Раскол во времени» - «Тишина в библиотеке»/«Лес мертвецов» - «Конец времени» (финальная сцена) - «Одиннадцатый час» - «Зверь внизу» - «Время ангелов»/«Плоть и камень» - «Пандорика открывается»/«Большой взрыв» - «Рождественская песнь» - «Невозможный астронавт»/«День Луны» - «Хороший человек идет на войну» - «Давай убьём Гитлера» - «Свадьба Ривер Сонг» - «Доктор, вдова и платяной шкаф» - «Изолятор далеков» - «Ангелы захватывают Манхэттен» - «Снеговики» - «Колокола Святого Иоанна» - «Имя Доктора» - «День Доктора» - «Время Доктора» - «Глубокий вдох» - «Внутрь далека» (с Филом Фордом) - «Слушай» - «Ограбление во времени» (со Стивом Томпсоном) - «Смотритель» (с Гаретом Робертсом) - «Тёмная вода»/«Смерть на небесах» - «Последнее Рождество» - «Ученик волшебника»/«Фамильяр ведьмы» - «Девочка, которая умерла» (с Джейми Мэтисоном) - «Преображение зайгонов» (с Питером Харнессом) - «Ниспосланный с небес» - «С дьявольским упорством» - «Мужья Ривер Сонг» - «Возвращение Доктора Мистерио» - «Пилот» - «Экстремис» - «Пирамида на краю света» (с Питером Харнессом) - «Будь вечны наши жизни»/«Падение Доктора» - «Дважды во времени» - «Бум» - «Радуйся, мир» | - 2005 - 2006 - 2007 - 2007 - 2008 - 2010 - 2010 - 2010 - 2010 - 2010 - 2010 - 2011 - 2011 - 2011 - 2011 - 2011 - 2012 - 2012 - 2012 - 2013 - 2013 - 2013 - 2013 - 2014 - 2014 - 2014 - 2014 - 2014 - 2014 - 2014 - 2015 - 2015 - 2015 - 2015 - 2015 - 2015 - 2016 - 2017 - 2017 - 2017 - 2017 - 2017 - 2024 - 2024 | BBC One           |
| Джекилл                                  | - 6 эпизодов | | BBC One           |
| Шерлок                                   | - «Этюд в розовых тонах» - «Скандал в Белгравии» - «Долгих лет жизни» (с Марком Гэтиссом) - «Знак трёх» (со Стивом Томпсоном и Марком Гэтиссом) - «Его прощальный обет» - «Безобразная невеста» (с Марком Гэтиссом) - «Шерлок при смерти» - «Последнее дело» (с Марком Гэтиссом) | - 2010 - 2012 - 2013 - 2014 - 2014 - 2016 - 2017 - 2017 | BBC One           |
| Приключения Тинтина: Тайна «Единорога»   | - Фильм (с Эдгаром Райтом и Джо Корнишем) | - 2011 | N/A               |
| Дракула                                  | - 3 эпизода (с Марком Гэтиссом) | - 2020 | BBC One Netflix   |
| Жена путешественника во времени          | - 6 эпизодов | - 2022 | HBO               |
| Свой человек                             | - 4 эпизода | - 2022 | BBC One Netflix   |
| Дуглас отменяется                        | - 4 эпизода | - 2024 | ITVX              |

## Награды и номинации
| Год  | Награда                                 | Работа                                              | Категория                       | Результат | Прим.         |
| ---- | --------------------------------------- | --------------------------------------------------- | ------------------------------- | --------- | ------------- |
| 1991 | BAFTA TV                                | Газетчики                                           | Лучшая детская программа        | Победа    | [ 35 ]        |
| 1991 | RTS Television Award                    | Газетчики                                           | Лучшая детская программа        | Победа    | [ 36 ] [ 37 ] |
| 1992 | BAFTA TV                                | Газетчики                                           | Лучшая детская программа        | Номинация | [ 35 ]        |
| 1995 | «Золотая Роза»                          | Joking Apart                                        | Комедия                         | Победа    | [ 37 ]        |
| 2003 | British Comedy Award                    | Любовь на шестерых                                  | Лучшая телекомедия              | Победа    | [ 38 ]        |
| 2006 | «Хьюго»                                 | Доктор Кто: «Пустой ребёнок»/«Доктор танцует»       | Лучшая постановка (малая форма) | Победа    | [ 39 ]        |
| 2006 | «Небьюла»                               | Доктор Кто: «Девушка в камине»                      | Лучший сценарий                 | Номинация | [ 33 ]        |
| 2007 | «Хьюго»                                 | Доктор Кто: «Девушка в камине»                      | Лучшая постановка (малая форма) | Победа    | [ 40 ]        |
| 2007 | Премия Гильдии писателей Великобритании | Доктор Кто: третий сезон                            | Лучший сериал                   | Победа    | [ 41 ]        |
| 2007 | «Небьюла»                               | Доктор Кто: «Не моргай»                             | Лучший сценарий                 | Номинация | [ 33 ]        |
| 2008 | BAFTA TV                                | Доктор Кто: «Не моргай»                             | Лучший сценарист                | Победа    | [ 42 ]        |
| 2008 | «Хьюго»                                 | Доктор Кто: «Не моргай»                             | Лучшая постановка (малая форма) | Победа    | [ 43 ]        |
| 2008 | BAFTA Cymru                             | Доктор Кто: «Не моргай»                             | Лучший сценарист                | Победа    | [ 44 ]        |
| 2008 | BAFTA Scotland                          | Доктор Кто: «Тишина в библиотеке»/«Лес мертвецов»   | Сценарии в кино и телевидении   | Номинация | [ 45 ]        |
| 2009 | «Хьюго»                                 | Доктор Кто: «Тишина в библиотеке»/«Лес мертвецов»   | Лучшая постановка (малая форма) | Номинация | [ 46 ]        |
| 2009 | Премия Гильдии писателей Великобритании | Доктор Кто: четвёртый сезон                         | Драматический сериал            | Номинация | [ 47 ]        |
| 2010 | Премия Гильдии писателей Великобритании | Доктор Кто: пятый сезон                             | Лучший драматический сериал     | Номинация |               |
| 2011 | Премия Гильдии писателей Великобритании | Доктор Кто                                          | Лучший драматический сериал     | Номинация |               |
| 2011 | Премия Гильдии писателей Великобритании | Шерлок                                              | Лучший мини-сериал              | Номинация |               |
| 2011 | «Хьюго»                                 | Доктор Кто: «Пандорика открывается»/«Большой взрыв» | Лучшая постановка (малая форма) | Победа    | [ 48 ]        |
| 2011 | «Хьюго»                                 | Доктор Кто: «Рождественская песнь»                  | Лучшая постановка (малая форма) | Номинация | [ 49 ]        |
| 2011 | BAFTA TV                                | Шерлок                                              | Драматический сериал            | Победа    | [ 50 ]        |
| 2011 | «Эмми»                                  | Шерлок: «Этюд в розовых тонах»                      | Сценарий к мини-сериалу         | Номинация | [ 51 ]        |
| 2011 | «Спутник»                               | Приключения Тинтина: Тайна «Единорога»              | Лучший адаптированный сценарий  | Номинация |               |
| 2012 | «Энни»                                  | Приключения Тинтина: Тайна «Единорога»              | Сценарий к мультфильму          | Номинация | [ 52 ]        |
| 2012 | «Хьюго»                                 | Доктор Кто: «Хороший человек идёт на войну»         | Лучшая постановка (малая форма) | Номинация | [ 53 ]        |
| 2012 | Премия Гильдии писателей Великобритании | N/A                                                 | Специальная награда             | Победа    | [ 54 ]        |
| 2012 | Премия Гильдии писателей Великобритании | Шерлок                                              | Лучший мини-сериал              | Номинация | [ 54 ]        |
| 2012 | «Эмми»                                  | Шерлок: «Скандал в Белгравии»                       | Сценарий к мини-сериалу         | Номинация | [ 55 ]        |
| 2012 | BAFTA TV                                | Шерлок: «Скандал в Белгравии»                       | Лучший сценарий                 | Победа    | [ 56 ]        |
| 2012 | BAFTA TV                                | N/A                                                 | Специальная награда             | Победа    | [ 57 ]        |
| 2013 | «Хьюго»                                 | Доктор Кто: «Изолятор далеков»                      | Лучшая постановка (малая форма) | Номинация | [ 58 ]        |
| 2013 | «Хьюго»                                 | Доктор Кто: «Ангелы захватывают Манхэттен»          | Лучшая постановка (малая форма) | Номинация | [ 58 ]        |
| 2013 | «Хьюго»                                 | Доктор Кто: «Снеговики»                             | Лучшая постановка (малая форма) | Номинация | [ 58 ]        |
| 2014 | «Хьюго»                                 | Доктор Кто: «Имя Доктора»                           | Лучшая постановка (малая форма) | Номинация | [ 59 ]        |
| 2014 | «Хьюго»                                 | Доктор Кто: «День Доктора»                          | Лучшая постановка (малая форма) | Номинация | [ 59 ]        |
| 2014 | «Эмми»                                  | Шерлок: «Его прощальный обет»                       | Сценарий к мини-сериалу         | Победа    | [ 60 ]        |
| 2015 | Премия Брэма Стокера                    | Доктор Кто: «Слушай»                                | Лучший сценарий                 | Номинация | [ 61 ]        |
| 2015 | «Хьюго»                                 | Доктор Кто: «Слушай»                                | Лучшая постановка (малая форма) | Номинация | [ 62 ]        |
| 2015 | BAFTA Scotland                          | Доктор Кто                                          | Лучший сценарист                | Номинация | [ 63 ]        |
| 2016 | «Хьюго»                                 | Доктор Кто: «Ниспосланный с небес»                  | Лучшая постановка (малая форма) | Номинация | [ 64 ]        |
| 2016 | «Эмми»                                  | Шерлок: «Безобразная невеста»                       | Лучший телефильм                | Победа    | [ 65 ]        |
| 2017 | «Хьюго»                                 | Доктор Кто: «Возвращение Доктора Мистерио»          | Лучшая постановка (малая форма) | Номинация | [ 66 ]        |
| 2018 | «Хьюго»                                 | Доктор Кто: «Дважды во времени»                     | Лучшая постановка (малая форма) | Номинация | [ 67 ]        |